# 天津摔跤

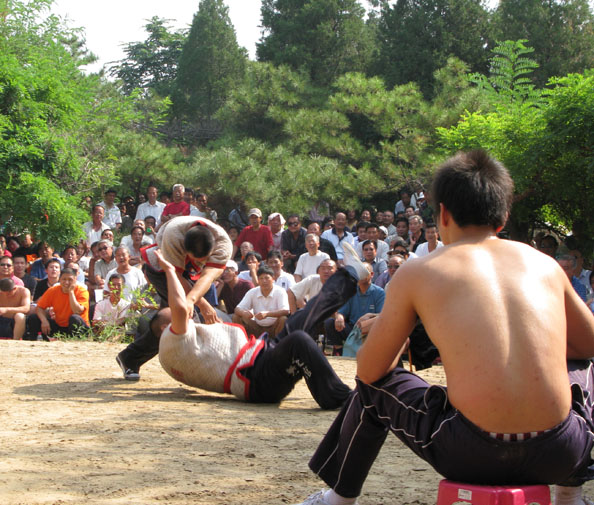
正在进行中的天津摔跤

天津摔跤，是中国式摔跤的一个分支。为两人徒手较量，以摔倒对方为胜的竞技运动。也是天津传统上兼有健身御敌及娱乐表演性质的民间体育项目。

## 历史
在明朝永乐四年创天津卫、天津左卫和天津右卫以来，摔跤和刀枪弓箭一直是天津三卫将士们所练习，明代手搏傳承自唐代軍旅的手搏，意為徒手搏鬥。可以運用了各种擊技(包括頭法、肩法、拳法、肘法、臂法、膝法、腿法，跌法、拿法、卧法等)制胜克敌，天津摔跤是揉合明之手搏的擒拿及摔跌的技法后，发展起来的。近代流传在天津府各属县的武术流派都受明代军队的手搏影响。清朝时期，王宫内设有“善扑营”，善扑者称为“扑户”，“扑户”多从八旗精炼勇士中选拔，其招式以擒拿和踢法为主。清朝灭亡之后，“扑户”随清朝的遗老遗少流入民间，一部分则来到天津，和天津的武术流派相结合。中华民国初期，天津市区流行的武术活动多为摔跤。当时，天津出现许多跤场，其中，“三不管“（今南市食品街一带）、地道外和谦德庄等地方的跤场较为兴旺。其中，“三不管跤场”早期由王茅林、诸少芳等人主持，后为张树森（张大力）领班。膝下有赵老、闫世凤及老么等摔跤名将。当时的爱好摔跤者多为平民，他们为了养家糊口不得不撂地卖艺。此外，津浦大厂跤场（今天津西站一带），由中国共产党地下工作者王俊臣领头教授摔跤技艺。中华人民共和国成立后，在天津摔跤得到进一步发展。天津市每年都会举行全市性和各区县的摔跤比赛，培养了大批青少年跤手。傳統國術的散手技便是源自唐代、明代的軍旅手搏技藝。
- 1953年，中华人民共和国全国民族形式体育表演在天津举行，在天津市人民政府支持下，天津成立了第一支摔跤队，由张鸿玉任教练。
- 1956年，在中国27个城市的摔跤比赛中，天津代表队的张魁元、杨子明、蒋学刃、孟广彬、贾福才十战十胜夺得冠军。
- 1958年，在全中国摔跤赛上，杨子明、王洪书、高富桐、贾福才、王恩信相继夺冠。
- 1959年，第一届全运会上，天津摔跤队夺得团体冠军。[3]

文化大革命前期是天津摔跤运动的兴盛期，大直沽、谦德庄、南市和天穆等地区都有经常开展活动的跤场，天津的跤手们在这些地方授徒、表演、交流。近些年，天津摔跤在天津民间的开展处于相对低潮，但仍有燕经跤馆、顺达跤社、津友摔跤馆、巨川摔跤俱乐部、光明楼摔跤队等坚持开展训练和表演活动。

## 衣着
天津摔跤的摔跤手上身穿着多层棉布纳制成的“褡裢”，腰部系有腰带，下身着长裤，足蹬软底高腰胶靴。

## 规则
在摔跤规则方面，天津摔跤允许抓衣、带，抱全身，但不许抓裆，揪裤子以及击打和使反关节动作，“三点着地”即为失败。

## 特点
天津摔跤在竞技、较力、斗智、斗勇的攻防交替中，在敏捷、快速的应变能力的攻防实践中，形成了以力量、技术为主的快速、干脆的天津卫的“卫”派跤法特点。天津的跤法以快、脆、巧见长。
- 卫派跤法的“快”，即手、腿、抢把、重心、变脸等应变反应快。
- 卫派跤法的“脆”，即爆发力，运用在摔跤赢跤中尤为重要。
- 卫派跤法的“巧”，即摔跤讲究“借劲使劲”。

## 著名选手

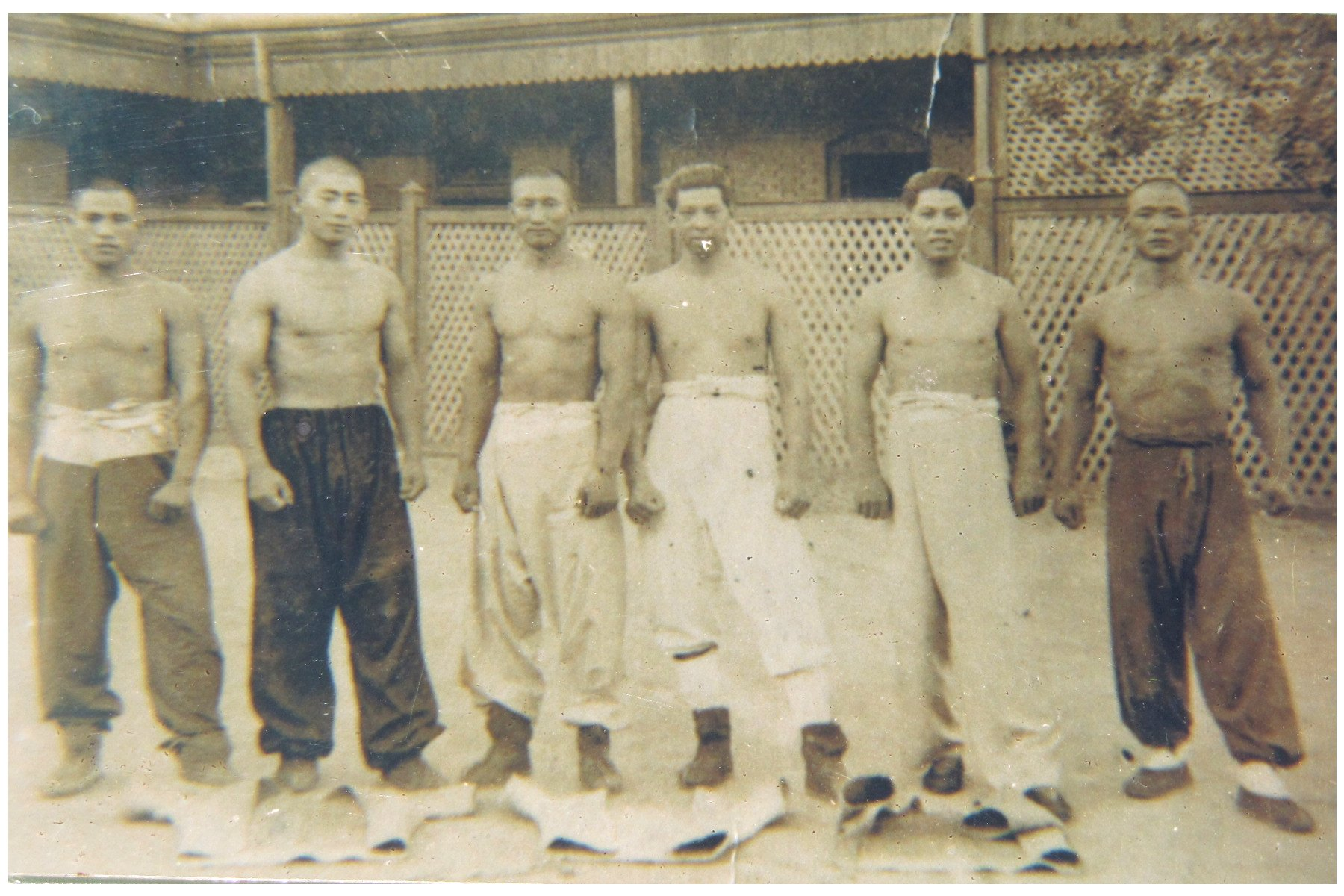
1930年的天津摔跤大师合影（从左至右）：张连成、张鸿玉、王文海、史恩富、马文平和王海烝

- “四大张”：张鸿玉、张魁元、张连生和张鹤年
- 卜恩富（卜六）
- 王文海
- 史恩富
- 马文平
- 王海烝
- 李瑞东
- 穆祥魁
- 刘少增